# Abram (Texas)
Abram es un lugar designado por el censo ubicado en el condado de Hidalgo en el estado estadounidense de Texas. En el Censo de 2010 tenía una población de 2.067 habitantes y una densidad poblacional de 222,93 personas por km².

## Geografía
Abram se encuentra ubicado en las coordenadas 26°12′48″N 98°24′40″O / 26.21333, -98.41111. Según la Oficina del Censo de los Estados Unidos, Abram tiene una superficie total de 9.27 km², de la cual 8.78 km² corresponden a tierra firme y (5.28%) 0.49 km² es agua.

## Demografía
Según el censo de 2010, había 2.067 personas residiendo en Abram. La densidad de población era de 222,93 hab./km². De los 2.067 habitantes, Abram estaba compuesto por el 99.27% blancos, el 0.1% eran afroamericanos, el 0% eran amerindios, el 0% eran asiáticos, el 0% eran isleños del Pacífico, el 0.53% eran de otras razas y el 0.1% pertenecían a dos o más razas. Del total de la población el 99.27% eran hispanos o latinos de cualquier raza.

## Educación
El Distrito Escolar Independiente de La Joya gestiona escuelas públicas que sirven al lugar. Las escuelas son: las escuelas primarias Guillermo Flores y JFK, la Escuela Secundaria C. Chavez, y la Escuela Preparatoria La Joya.